# Chimarra jisipu
Chimarra jisipu är en nattsländeart som beskrevs av Malicky 1989. Chimarra jisipu ingår i släktet Chimarra och familjen stengömmenattsländor. Inga underarter finns listade i Catalogue of Life.